# معضلة القنفذ

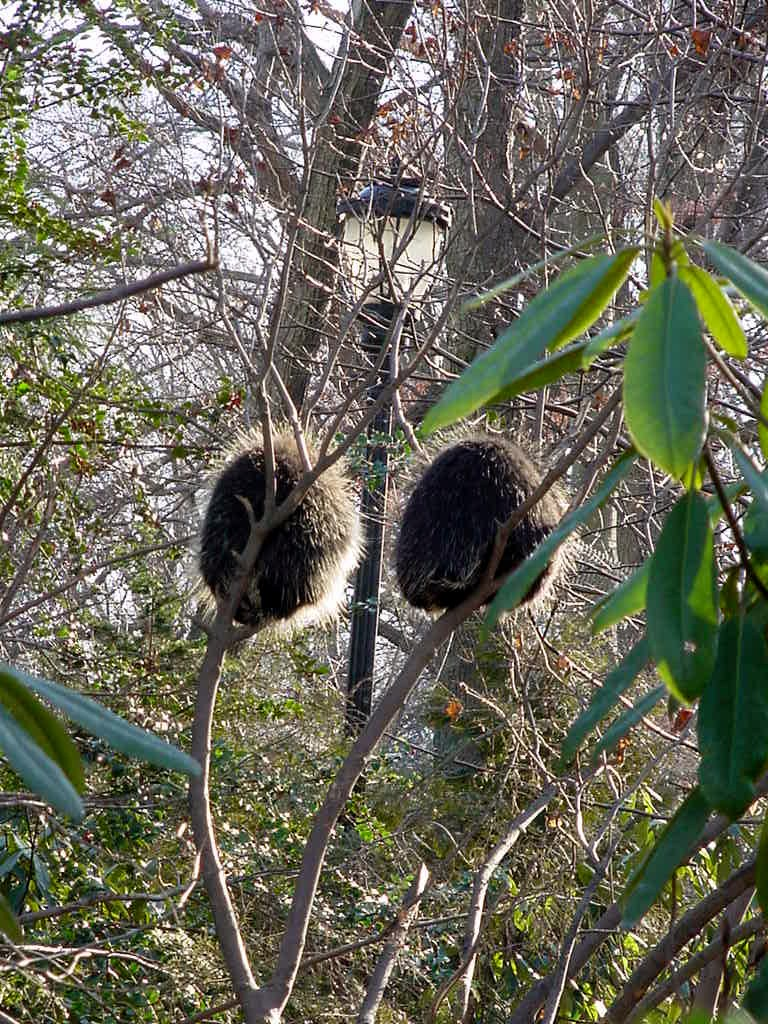

إن معضلة القنفذ, أو في بعض الأحيان يطلق عليها معضلى النيص هي كناية عن التحديات التي تواجه العلاقات البشرية الحميمة. فهو يصف الحالة التي تسعى فيها مجموعة من القنافذ تسعى إلى أن تبقى قريبة من بعضها البعض لتبادل الحرارة خلال الطقس البارد. في نفس الوقت يجب أن يبقوا متفرقين ليتجنبوا إيذاء بعضهم البعض بأشواكهم. على الرغم من أنها تشترك جميعا في الرغبة في علاقة تبادل وثيقة، إلا أن هذا قد لا يحدث لأسباب لا يمكنهم تجنبها.
كلًا من آرثر شوبنهاور وسيغموند فرويد قد استخدما هذه الحالة لوصف ما يشعرون به وهو حالة الفرد بالنسبة إلى الآخرين في المجتمع. إن معضلة القنفذ تشير إلى أنه على الرغم من النوايا الحسنة، العلاقات الإنسانية الحميمة لا يمكن أن تحدث دون قدر كبير من الأذى المتبادل، مما يؤدي إلى سلوك حذر وضعف العلاقات بدلًا من تقويتها. في معضلة القنفذ، يفضل أن يعتدل الفرد في علاقته مع الآخرين سواء لتحقيق مصلحة شخصية أو  لمصلحة الآخرين. معضلة القنفذ تستخدم لشرح الانطواء والانعزال.

## شوبنهاور

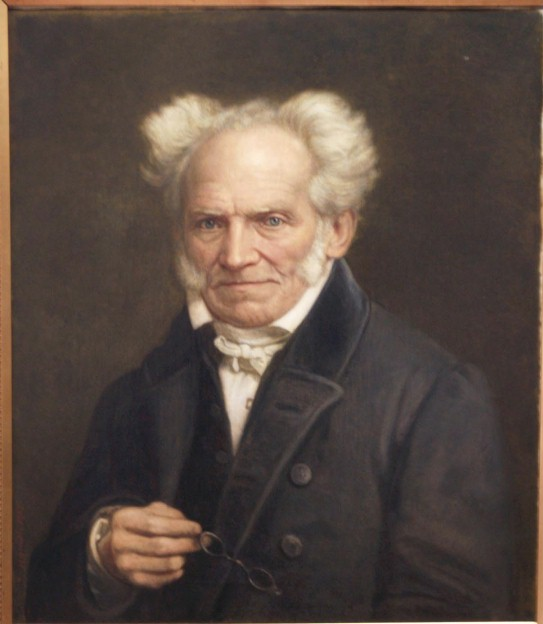
أرتو شوبنهاور (Artur Schopenhauer) هو فيلسوف ألماني مشهور ولد في عام 1788 وتوفي في عام 1860. كان شوبنهاور معروفًا بأفكاره الفلسفية المتعلقة بالميتافيزيقا وعلم النفس والأخلاق.

المفهوم ينشأ في المثل التالي للفيلسوف الألماني آرثر شوبنهاور's Parerga und Paralipomena ، الجزء الثاني، الفصل الحادي والثلاثين، القسم 396:

## فرويد
دخلت معضلة القنفذ عالم علم النفس بعد اكتشاف الحكاية وتبنيها من قِبل سيغموند فرويد. حكاية شوبنهاور نقلها عنه فرويد في حاشية له في كتابه مجموعة علم النفس وتحليل الأنا ((بالألمانية: Massenpsychologie und Ich-Analyse)‏) الذي صدر عام 1921. وذكر فرويد رحلته إلى الولايات المتحدة في عام 1919 كانت بسبب: "أنا ذاهب إلى الولايات المتحدة الأمريكية للمراقبة النيص و إعطاء بعض المحاضرات."

## أبحاث علم النفس الإجتماعي
لقد تلقت المعضلة اهتمام بتجربتها في ضمن مجالات  العلوم النفسية المعاصرة. جون مانر وزملاؤه (ناثان دويل، روي بويمستر، ومارك شالر) أشاروا إلى أن معضلة القنفذ لشوبنهاور عند تفسير نتائج من التجارب التي تدرس كيفية استجابة الناس للنبذ وغيره من أشكال الرفض الاجتماعي. وكشفت نتائج أبحاثهم أن الأشخاص المصابين بالقلق المزمن، تجربة الرفض أدت إلى انطواءهم على أنفسهم إلى حد ما، ولكن بين الناس الأكثر تفاءلاءً, أدت تجربة الرفض إلى تكثيف الجهود الرامية إلى الاقتراب من الآخرين. وأستنتجوا الآتي:

## References
1. ↑  "The Porcupine Illusion". Cabinetmagazine.org. مؤرشف من الأصل في 2018-09-28. اطلع عليه بتاريخ 2011-08-08.
2. ↑  "Maner, J.K., DeWall, C.N., Baumeister, R.F., & Schaller, M. (2007). Does social exclusion motivate interpersonal reconnection? Resolving the 'porcupine problem.' ''Journal of Personality and Social Psychology'', 92, 42–55" (PDF). مؤرشف من الأصل (PDF) في 2018-04-30. اطلع عليه بتاريخ 2015-02-08.
3. ↑  "Maner, J.K. et al. (2007), p. 54" (PDF). مؤرشف من الأصل (PDF) في 2018-04-30. اطلع عليه بتاريخ 2015-02-08.